# Temporada do Sporting Clube de Portugal de 2013–14
Este artigo mostra as estatísticas do Sporting Clube de Portugal nas competições e jogos que disputou durante a temporada 2013-14.

## Jogadores
Nota: Bandeiras indicam equipe nacional, conforme definido pelas regras de elegibilidade da FIFA. Os jogadores podem ter mais de uma nacionalidade não-FIFA.
| N.º |           | Posição | Jogador                |
| --- | --------- | ------- | ---------------------- |
| 1   | Portugal  | G       | Rui Patrício (capitão) |
| 2   | Brasil    | D       | Weldinho               |
| 3   | Brasil    | D       | Maurício               |
| 4   | Brasil    | D       | Jefferson              |
| 5   | Argentina | D       | Marcos Rojo            |
| 6   | Portugal  | M       | Vítor Silva            |
| 8   | Portugal  | M       | André Martins          |
| 9   | Argélia   | A       | Islam Slimani          |
| 10  | Brasil    | M       | Gérson Magrão          |
| 11  | Espanha   | M       | Diego Capel            |
| 14  | Portugal  | M       | William Carvalho       |

| N.º |            | Posição | Jogador        |
| --- | ---------- | ------- | -------------- |
| 15  | Inglaterra | D       | Eric Dier      |
| 17  | Colômbia   | A       | Fredy Montero  |
| 18  | Peru       | M       | André Carrillo |
| 21  | Argentina  | M       | Fito Rinaudo   |
| 22  | Brasil     | G       | Marcelo Boeck  |
| 23  | Portugal   | M       | Adrien Silva   |
| 28  | Portugal   | A       | Wilson Eduardo |
| 30  | Paraguai   | D       | Iván Piris     |
| 41  | Portugal   |         | Cédric Soares  |
| 92  | Guiné      | A       | Salim Cissé    |

## Competições

### Primeira Liga

#### Tabela classificativa
| # | Equipa   | Pts | J  | V  | E  | D | GM | GS | DG  | Notas                                          |
| - | -------- | --- | -- | -- | -- | - | -- | -- | --- | ---------------------------------------------- |
| 1 | Benfica  | 74  | 30 | 23 | 5  | 2 | 58 | 18 | +40 | Fase de Grupos da Liga dos Campeões de 2014–15 |
| 2 | Sporting | 67  | 30 | 20 | 7  | 3 | 54 | 20 | +34 | Fase de Grupos da Liga dos Campeões de 2014–15 |
| 3 | Porto    | 61  | 30 | 19 | 4  | 7 | 57 | 25 | +32 | Play-Off da Liga dos Campeões de 2014–15       |
| 4 | Estoril  | 54  | 30 | 15 | 9  | 6 | 42 | 26 | +16 | Fase de Grupos da Liga Europa de 2014–15       |
| 5 | Nacional | 45  | 30 | 11 | 12 | 7 | 43 | 33 | +10 | Play-off da Liga Europa de 2014–15             |

#### Jogos
| 18 August 2013 1 | Sporting CP                                        | 5 – 1 | Arouca          | Lisbon                                                                         |  |
| 16:45            | Maurício 31' · Montero 38', 70', 86' · Eduardo 66' |       | Bruno Amaro 19' | Estádio: Estádio José Alvalade Público: 30,628 Árbitro: Rui Manuel Gomes Costa |  |

| 24 August 2013 2 | Académica | 0 – 4 | Sporting CP                                                      | Coimbra                                                                                      |  |
| 20:15            |           |       | Carrillo 23' · Rojo 41' · Adrien 54' (pen.) · Montero 58' (pen.) | Estádio: Estádio Cidade de Coimbra Público: 14,194 Árbitro: Artur Manuel Ribeiro Soares Dias |  |

| 31 August 2013 3 | Sporting CP | 1 – 1  | Benfica      | Lisbon                                                              |  |
| 20:00            | Montero 10' | Report | Marković 64' | Estádio: Estádio José Alvalade Público: 49,109 Árbitro: Hugo Miguel |  |

| 15 September 2013 4 | Olhanense | 0 – 2  | Sporting CP               | Olhão                                                                       |  |
| 17:45               |           | Report | Montero 51' · Martins 60' | Estádio: Estádio José Arcanjo Público: 10,148 Árbitro: Olegário Benquerença |  |

| 21 September 2013 5 | Sporting CP                                           | 1 – 1  | Rio Ave                       | Lisbon                                                               |  |
| 20:15               | Jefferson 21' · Eduardo 25' · Adrien 60' · Cédric 74' | Report | Tarantini 22' 71' · Salin 79' | Estádio: Estádio José Alvalade Árbitro: Carlos Miguel Taborda Xistra |  |

| 28 September 2013 6 | Braga    | 1 – 2  | Sporting CP             | Braga                                                                       |  |
| 21:15               | Alan 27' | Report | Montero 5' · Cédric 86' | Estádio: Estádio Municipal de Braga Público: 15,716 Árbitro: Paulo Baptista |  |

| 5 October 2013 7 | Sporting CP                                         | 4 – 0  | Vitória de Setúbal | Lisbon                                                               |  |
| 20:15            | Montero 40', 71' · Carrillo 58' · Adrien 74' (pen.) | Report |                    | Estádio: Estádio José Alvalade Público: 32,573 Árbitro: Duarte Gomes |  |

| 27 October 2013 8 | Porto                                        | 3 – 1  | Sporting CP | Porto                                                                 |  |
| 19:45             | Josué 12' (pen.) · Danilo 61' · González 74' | Report | William 60' | Estádio: Estádio do Dragão Público: 48,108 Árbitro: Artur Soares Dias |  |

| 2 November 2013 9 | Sporting CP                                | 3 – 2  | Marítimo                           | Lisbon                                                                                   |  |
| 20:15             | Capel 28' · Slimani 67' · Silva 76' (pen.) | Report | Ferreira 34' · Héldon 45+1' (pen.) | Estádio: Estádio José Alvalade Público: 25,083 Árbitro: Bruno Alexandre da Silva Esteves |  |

| 24 November 2013 10 | Vitória de Guimarães | 0 – 1  | Sporting CP | Guimarães                                                    |  |
| 19:15               |                      | Report | Slimani 90' | Estádio: Estádio D. Afonso Henriques Árbitro: Paulo Baptista |  |

| 1 December 2013 11 | Sporting CP                                         | 4 – 0  | Paços de Ferreira | Lisbon                                                                 |  |
| 19:45              | William 15' · Montero 51', 72' (pen.) · Martins 89' | Report |                   | Estádio: Estádio José Alvalade Público: 26,541 Árbitro: Jorge Ferreira |  |

| 8 December 2013 12 | Gil Vicente | 0 – 2  | Sporting CP      | Barcelos                                                 |  |
| 17:45              |             | Report | Montero 19', 74' | Estádio: Estádio Cidade de Barcelos Árbitro: Jorge Sousa |  |

| 14 December 2013 13 | Sporting CP                                  | 3 – 0  | Belenenses | Lisbon                                                               |  |
| 20:15               | Silva 28' (pen.) · Martins 53' · Eduardo 85' | Report |            | Estádio: Estádio José Alvalade Público: 37,455 Árbitro: Hugo Pacheco |  |

| 21 December 2013 14 | Sporting CP | 0 – 0  | Nacional | Lisbon                                                              |  |
| 20:15               |             | Report |          | Estádio: Estádio José Alvalade Público: 38,624 Árbitro: Manuel Mota |  |

| 11 January 2014 15 | Estoril Praia | 0 – 0  | Sporting CP | Estoril                                                                        |  |
| 20:15              |               | Report |             | Estádio: Estádio António Coimbra da Mota Público: 5,020 Árbitro: Pedro Proença |  |

| 18 January 2014 16 | Arouca          | 1 – 2  | Sporting CP            | Arouca                                                                     |  |
| 20:15              | Bruno Amaro 15' | Report | Rojo 25' · Slimani 72' | Estádio: Estádio Municipal de Arouca Público: 4,500 Árbitro: Cosme Machado |  |

| 2 February 2014 17 | Sporting CP | 0 – 0  | Académica | Lisbon                                                                 |  |
| 18:15              |             | Report |           | Estádio: Estádio José Alvalade Público: 36,168 Árbitro: Paulo Baptista |  |

| 11 February 2014 18 | Benfica                | 2 – 0  | Sporting CP | Lisbon                                                          |  |
| 20:15               | Gaitán 28' · Pérez 76' | Report |             | Estádio: Estádio da Luz Público: 48,965 Árbitro: Marco Ferreira |  |

| 15 February 2014 19 | Sporting CP | 1 – 0  | Olhanense | Lisbon                                                              |  |
| 20:15               | Mané 14'    | Report |           | Estádio: Estádio José Alvalade Público: 29,255 Árbitro: Hugo Miguel |  |

| 22 February 2014 20 | Rio Ave             | 1 – 2  | Sporting CP            | Vila do Conde                                                         |  |
| 20:15               | Maurício 48' (o.g.) | Report | Slimani 70' · Mané 85' | Estádio: Estádio do Rio Ave FC Público: 4,995 Árbitro: Jorge Ferreira |  |

| 1 March 2014 21 | Sporting CP                 | 2 – 1  | Braga               | Lisbon                                                                    |  |
| 20:15           | Jefferson 70' · Slimani 74' | Report | Patrício 37' (o.g.) | Estádio: Estádio José Alvalade Público: 30,294 Árbitro: Artur Soares Dias |  |

| 9 March 2014 22 | Vitória de Setúbal      | 2 – 2  | Sporting CP             | Setúbal                                                          |  |
| 17:00           | Martins 51' · Horta 88' | Report | Slimani 34' · Silva 86' | Estádio: Estádio do Bonfim Público: 11,136 Árbitro: Vasco Santos |  |

| 16 March 2014 23 | Sporting CP | 1 – 0  | Porto | Lisbon                                                                |  |
| 19:15            | Slimani 52' | Report |       | Estádio: Estádio José Alvalade Público: 36,692 Árbitro: Pedro Proença |  |

| 22 March 2014 24 | Marítimo | 1 – 3  | Sporting CP                            | Funchal                                                            |  |
| 19:00            | Weeks 6' | Report | Silva 3' · William 38' · Jefferson 86' | Estádio: Estádio dos Barreiros Público: 4,600 Árbitro: Jorge Sousa |  |

| 29 March 2014 25 | Sporting CP | 1 – 0  | Vitória de Guimarães | Lisbon                                                               |  |
| 20:15            | Rojo 48'    | Report |                      | Estádio: Estádio José Alvalade Público: 35,674 Árbitro: Nuno Almeida |  |

| 5 April 2014 26 | Paços de Ferreira | 1 – 3  | Sporting CP                        | Paços de Ferreira                                                   |  |
| 20:15           | Bebé 54'          | Report | William 14' · Silva 66' · Rojo 78' | Estádio: Estádio da Mata Real Público: 4,155 Árbitro: Carlos Xistra |  |

| 12 April 2014 27 | Sporting CP               | 2 – 0  | Gil Vicente | Lisbon                                                                |  |
| 20:15            | Slimani 1' · Héldon 90+2' | Report |             | Estádio: Estádio José Alvalade Público: 32,962 Árbitro: Bruno Esteves |  |

| 19 April 2014 28 | Belenenses | 0 – 1  | Sporting CP | Lisbon                                                            |  |
| 19:15            |            | Report | Silva 52'   | Estádio: Estádio do Restelo Público: 7,236 Árbitro: Cosme Machado |  |

| 3 May 2014 29 | Nacional     | 1 – 1  | Sporting CP       | Funchal                                                       |  |
| 18:30         | Barcelos 76' | Report | Campos 39' (o.g.) | Estádio: Estádio da Madeira Público: 4,427 Árbitro: Rui Costa |  |

| 11 May 2014 30 | Sporting CP | 0 – 1  | Estoril    | Lisbon                                                                 |  |
| 16:00          |             | Report | Evandro 5' | Estádio: Estádio José Alvalade Público: 36,964 Árbitro: Jorge Ferreira |  |

### Taça de Portugal
| 20 de outubro de 2013 3ª Eliminatória | Sporting CP                                                                          | 8 – 1 | Alba         | Lisboa                                                               |  |
| 18:00                                 | Eduardo 16' · Rojo 20' · Montero 31', 57', 89' · Capel 59' · Vítor 67' · Slimani 86' |       | Pesquina 73' | Estádio: Estádio José Alvalade Público: 20,498 Árbitro: Nuno Almeida |  |

| 9 de novembro de 2013 4ª Eliminatória | Benfica                            | 4 – 3  | Sporting CP                              | Lisboa                                                        |  |
| 19:45                                 | Cardozo 12', 42', 45' · Luisão 97' | Report | Capel 37' · Maurício 62' · Slimani 90+2' | Estádio: Estádio da Luz Público: 47,156 Árbitro: Duarte Gomes |  |

### Taça da Liga

#### Fase de grupos
| Equipa   | J | V | E | D | GM | GS | DG | Pts |
| -------- | - | - | - | - | -- | -- | -- | --- |
| Porto    | 3 | 2 | 1 | 0 | 7  | 2  | +5 | 7   |
| Sporting | 3 | 2 | 1 | 0 | 6  | 1  | +5 | 7   |
| Marítimo | 3 | 0 | 1 | 2 | 2  | 6  | –4 | 1   |
| Penafiel | 3 | 0 | 1 | 2 | 1  | 7  | –6 | 1   |

| 29 de dezembro de 2013 | Sporting CP | 0 - 0  | Porto | Lisboa                                                                       |  |
| 20:45                  |             | Report |       | Estádio: Estádio José Alvalade Público: 21,505 Árbitro: Olegário Benquerença |  |

| 14 de janeiro de 2013 | Sporting CP                     | 3 – 0  | Marítimo | Lisboa                                               |  |
| 19:45                 | Mané 18' · Vítor 49' · Rojo 84' | Report |          | Estádio: Estádio José Alvalade Árbitro: Nuno Almeida |  |

| 25 de janeiro de 2013 | Penafiel   | 1 – 3  | Sporting CP                        | Penafiel                               |  |
| 16:00                 | Aldair 19' | Report | Mané 44' · Eduardo 68' · Silva 81' | Estádio: Estádio Municipal 25 de Abril |  |

## Ligações Externas
- Site oficial do Sporting Clube de Portugal